# 滕州市龙阳镇中心中学
滕州市龙阳镇中心中学，是一所初级中学，位于山东省滕州市龙阳镇龙阳村。学校始建于1960年，原名滕县第十八中学，因座落于龙阳，简称为龙阳十八中。中心中学為山东省重点中学，奥林匹克竞赛学校。

## 历史

### 1987年以前
- 学校始建于1960年，原址在小刘庄，始命名为滕县第十八中学
- 1962年改办为农业中学
- 1969年恢复公办并改为高级中学，命名为滕县龙阳“五.七”中学
- 1972年改为龙阳中学
- 1973年学校由小刘庄迁到今龙阳镇龙阳村龙河北岸公路西侧
- 1978年又复称滕县第十八中学
- 1980年起改为初级中学
- 1986年划归为龙阳镇政府管理，并称为龙阳镇中心中学

### 1989-1994年
- 1987年，梁文海调任该校校长，立足"以人为本"，加强学校管理，学校取得巨大进步，名镇整个枣庄。
- 1989年，其中专学生比例位于枣庄市首位，列入山东省重点中学。在举行的全国生物、物理、化学、数学奥林匹克竞赛中，有多人获得奖励。其中黄士奎获数学竞赛山东赛区第一名，学校因此列入奥林匹克竞赛学校。
- 1990年，枣庄市语文、数学、英语三科全能竞赛中，龙阳十八中获总分第一名。

### 1995-1999年
- 1995年，山东省中专招生改革，按学校规模和人数进行划片招生，学校为了增加升学人数，进行大范围扩招，兼并龙阳镇其他中学，由于学校规模过大，师资力量有所下降，导致龙阳十八中学校教学质量严重下滑。
- 1998年，学校分为前、后两校。

### 2000年以来
- 2000年，于原龙阳十八中后校址建立龙阳镇中心中学，前校址建龙阳镇第二中学。

## 历任校长
- 1960年-1962年  益士祥
- 1962年-1969年  农业中学，校长不详
- 1969年-1975年  马培文
- 1976年-1979年  张忠诚
- 1980年-1981年  张武远
- 1981年-1983年  李守标
- 1982年-1985年  程德建
- 1985年-1987年  王学宪
- 1987年-1991年  梁文海
- 1991年-1996年  侯钦春
- 1996年-1997年  张宗武
- 1997年-1999年  王光
- 1999年-2001年  姜德鸿
- 2001年-2004年  狄延军
- 2004年-                   赵正领

## 著名校友
- 冯贵洲  青年小说家， 17岁时即发表27万字长篇小说《夭折》